# Wind Rose (banda)
Wind Rose es una banda italiana de power metal originaria de Pisa, Toscana. Fundada en 2009. La banda toca principalmente una combinación de power metal y folk metal acompañada de orquestación y armonías vocales, con temas líricos inspirados en obras de J. R. R. Tolkien, de donde han sacado su estética de  Enanos, llamándose así mismos «los enanos del heavy metal». Debido a esto, el sonido de la banda es en ocasiones catalogado como Dwarf Metal.

## Historia
Fundada por los músicos Daniele Visconti, Federico Meranda y Claudio Falconcini. Juntos tenían una banda tributo a Dream Theater. En 2009 deciden comenzar a escribir canciones propias. Durante este proceso se une a la agrupación el vocalista Francesco Cavalieri y el bajista Alessio Consani.
En marzo de 2010, unos meses después de su formación, Wind Rose lanzó un demo titulado Demo 2010, producido por Cristiano Bertocchi. El 28 de agosto de 2012, la banda lanza su primer álbum de estudio, Shadows Over Lothadruin, a través del sello discográfico Bakerteam Records (división secundaria de Scarlet Records). Entre los años 2013 y 2014, la banda realiza una serie de espectáculos promocionales en Europa apoyando directamente a las agrupaciones Wintersun, Finntroll y Epica. En 2014, antes de comenzar la grabación de su segundo álbum de estudio, Alessio deja la banda y Cristiano Bertocchi entra como reemplazo del bajista.
En febrero de 2015, participaron en la gira europea Origins de Eluveitie. Este mismo año lanzan su segundo álbum de estudio, Wardens of the West Wind, a través de la discográfica Scarlet Records. En octubre, también actuaron como teloneros de los espectáculos españoles de Ensiferum durante su gira europea One Man Army. Después de estos shows, Wind Rose dedicó todo el año 2016 a escribir nuevo material.
En 2017, la banda firma contrato con Inner Wound Recordings con quienes lanzan su tercer álbum de estudio, Stonehymn, el cual fue lanzado en mayo del mismo año. La banda lanza dos videos: “The Wolves' Call” seguido de “To Erebor”  que aumentó la popularidad a la banda, llegando a millones de seguidores en sus medios de Facebook y YouTube. El grupo fue luego invitado a participar en importantes festivales de metal como Bloodstock Open Air (Reino Unido) y Masters of Rock (República Checa).
En enero de 2018, se le pidió a la banda que hiciera una gira por Japón junto a Ensiferum, y en abril y mayo del mismo año, se unieron a la gira europea Path to Glory con Ensiferum y Ex Deo. En diciembre de 2018, Wind Rose anuncia un acuerdo con el sello discográfico Napalm Records y la grabación de un nuevo álbum. El 6 de junio de 2019, Wind Rose lanza el primer sencillo con Napalm Records, Diggy Diggy Hole, cover de una canción originalmente escrita e interpretada por los Youtubers de videojuegos The Yogscast. Hasta junio de 2022, el video ha sido visto más de 34 millones de veces. El álbum Wintersaga fue lanzado el 27 de septiembre de 2019. Dada la creciente popularidad de la banda, el vocalista Francesco Cavalieri deja su segunda agrupación para dedicarse enteramente a Wind Rose, ya que desde 2015 también formaba parte del grupo francés de power metal sinfónico, Fairyland.

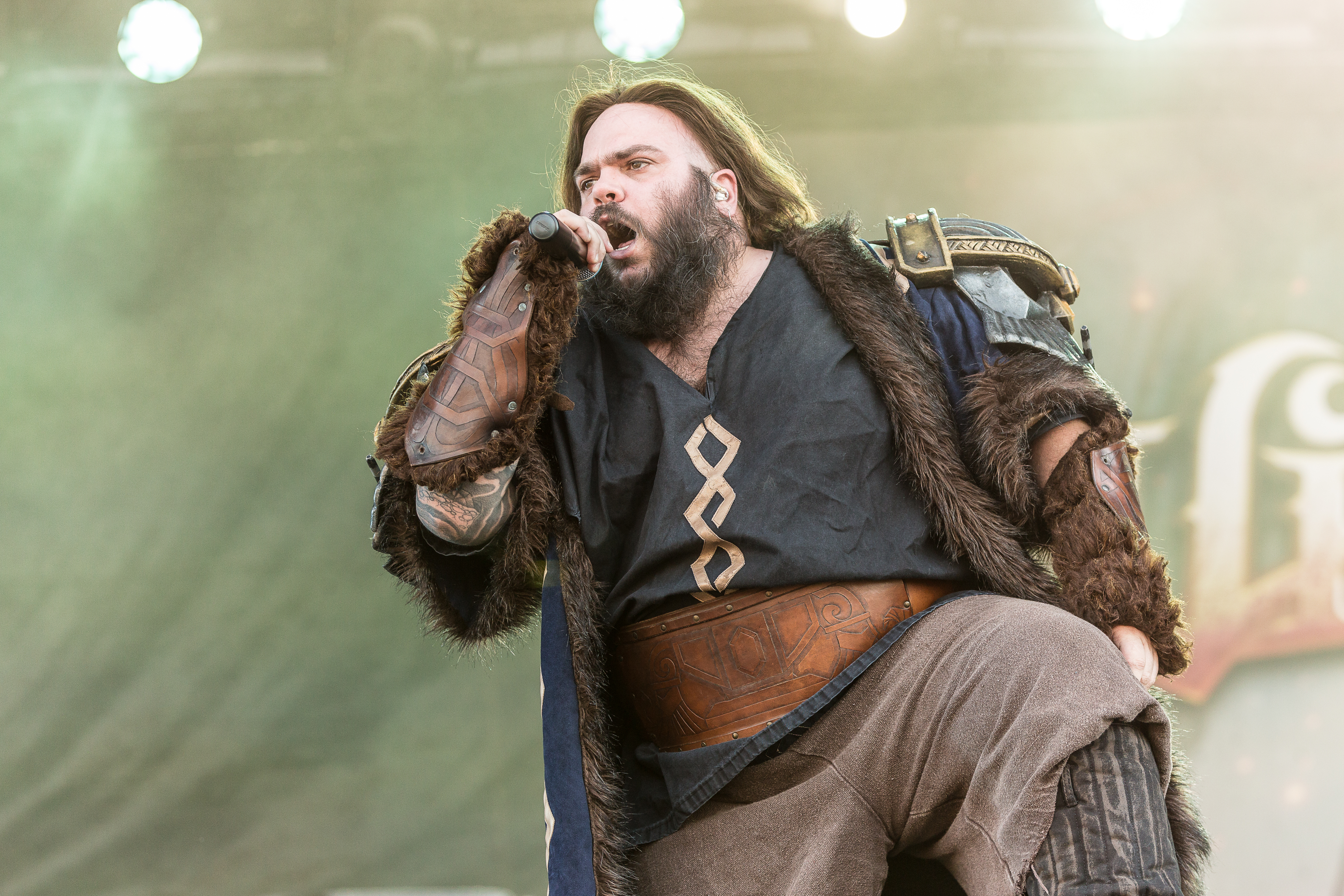
Francesco Cavalieri, vocalista de Wind Rose.

En junio de 2022, la banda estrena su quinto álbum de estudio, Warfront. En 2023, Wind Rose anuncia su primera gira europea como cabeza de cartel. En 2024 inician una gira por América, comenzando en Estados unidos y terminando por América Latina.

## Origen del nombre
El guitarrista Claudio Falconcini explica durante una entrevista el origen del nombre de la agrupación:

«Amamos los viajes y todo lo relacionado con ellos; Además, nuestras canciones abarcan muchos estilos de música, por lo que es como si emprendieramos un largo viaje cada vez que escribimos música nueva. La primera vez que se me ocurrió la idea de llamar a la banda “Wind Rose” fue cuando vi el mapa de la Tierra Media en el libro (El Señor de los Anillos): había una representación asombrosa de una rosa de los vientos y dije “¿por qué no?”.».
Claudio Falconcini, 2017

## Alineación

### Miembros actuales
- Francesco Cavalieri - Voz principal (2009-presente)
- Claudio Falconcini - Guitarras, Coros (2009-presente)
- Cristiano Bertocchi - Bajo, Coros (2014-presente)
- Federico Meranda - Teclados (2009-presente)
- Federico Gatti - Batería (2018-presente)

### Miembros pasados
- Alessio Consani - Bajo
- Daniele Visconti - Batería

## Discografía
- Demo 2010 (Demo) (2010)
- Shadows Over Lothadruin (2012)
- Wardens of the West Wind (2015)
- Stonehymn (2017)
- Wintersaga (2019)
- Warfront (2022)

### Sencillos
- The Returning Race (2017)
- Diggy Diggy Hole (2019)
- Diggy Diggy Hole (Dance Remix) (2020)
- Drunken Dwarves (Vinilo) (2023)

## Videografía
- The Breed of Durin (Live video) (2015)
- The Returning Race (2017)
- To Erebor (2017)
- The Wolves' Call (Lyric video) (2017)
- Diggy Diggy Hole (2019)
- Drunken Dwarves (2019)
- We Were Warriors (2020)
- Gates Of Ekrund (2022)
- Together We Rise (2022)
- Son of a Thousand Nights (Lyric video) (2022)
- Fellows Of The Hammer (Lyric video) (2022)
- The Breed of Durin (Lyric video) (2022)
- Army Of Stone (2023)
- Mine Mine Mine! (2023)